# Scolytus scolytus
Scolytus scolytus är en skalbaggsart som först beskrevs av Fabricius 1775.  Scolytus scolytus ingår i släktet Scolytus, och familjen vivlar. Arten är reproducerande i Sverige.

## Bildgalleri

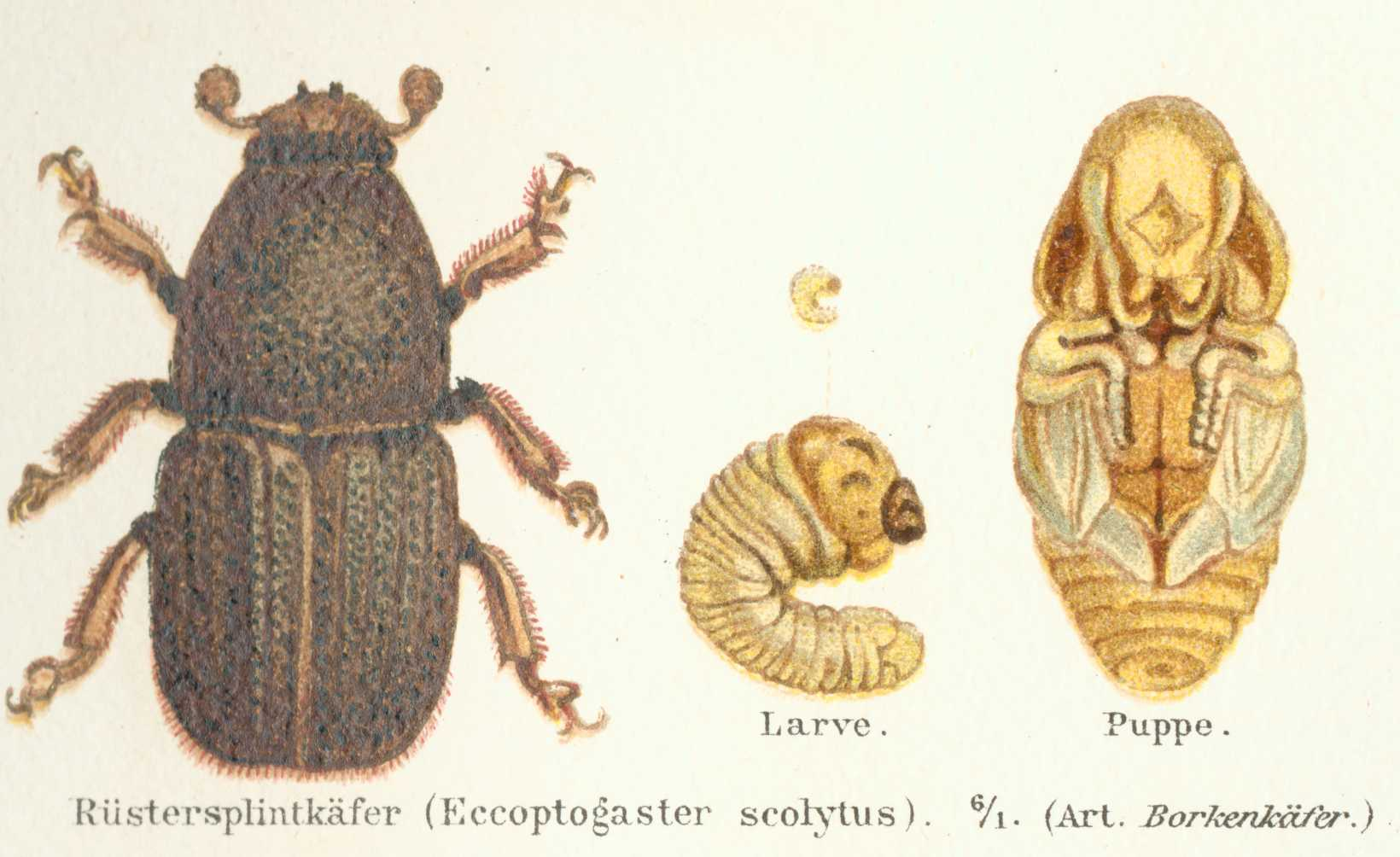
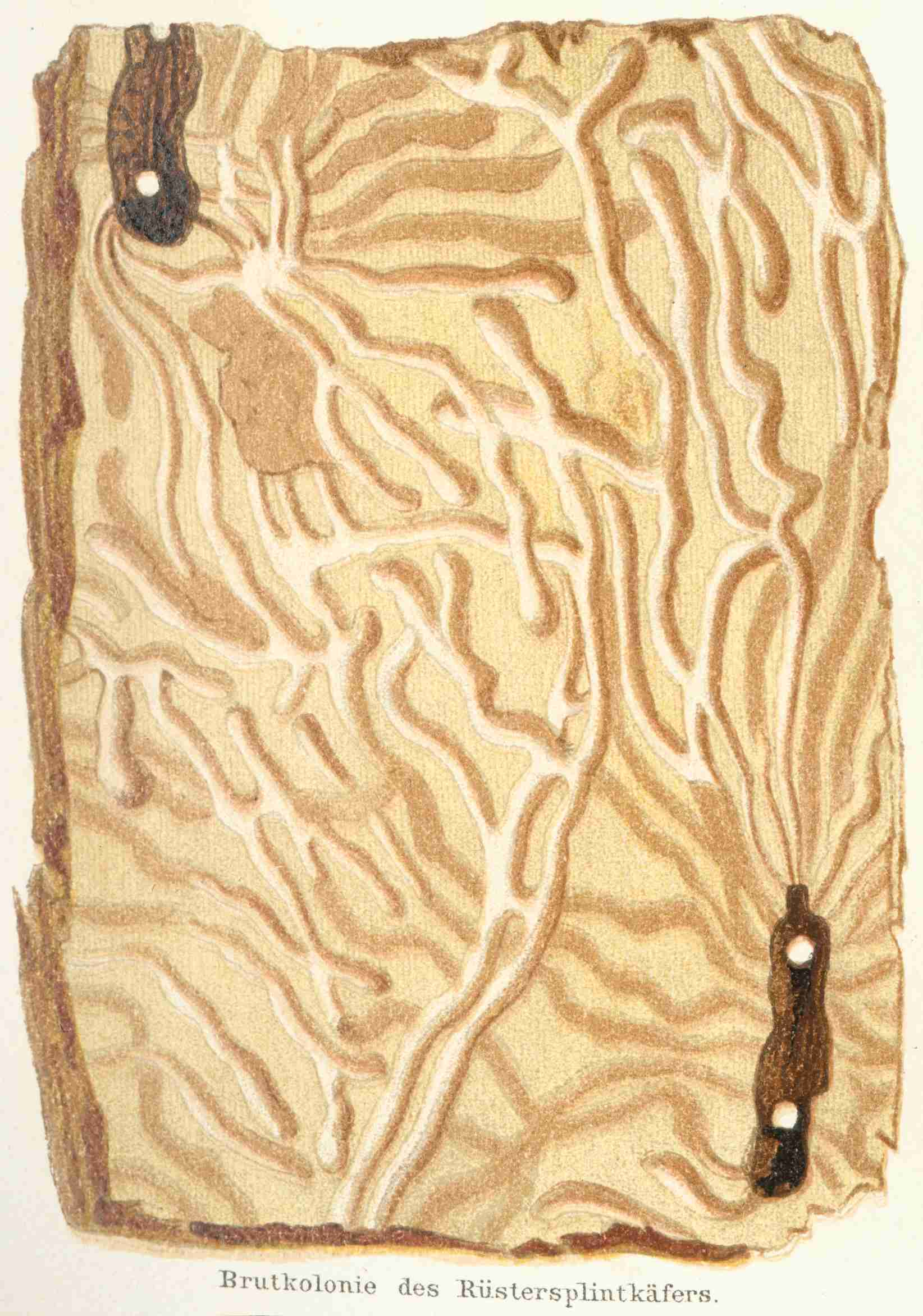
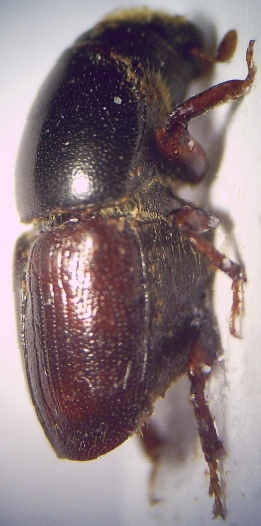
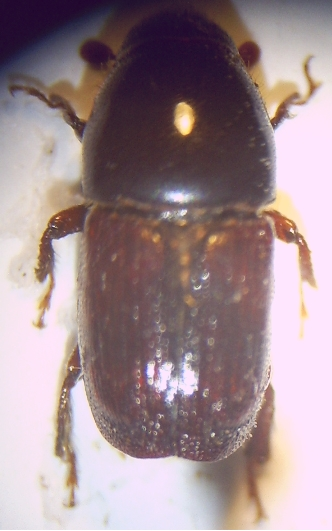
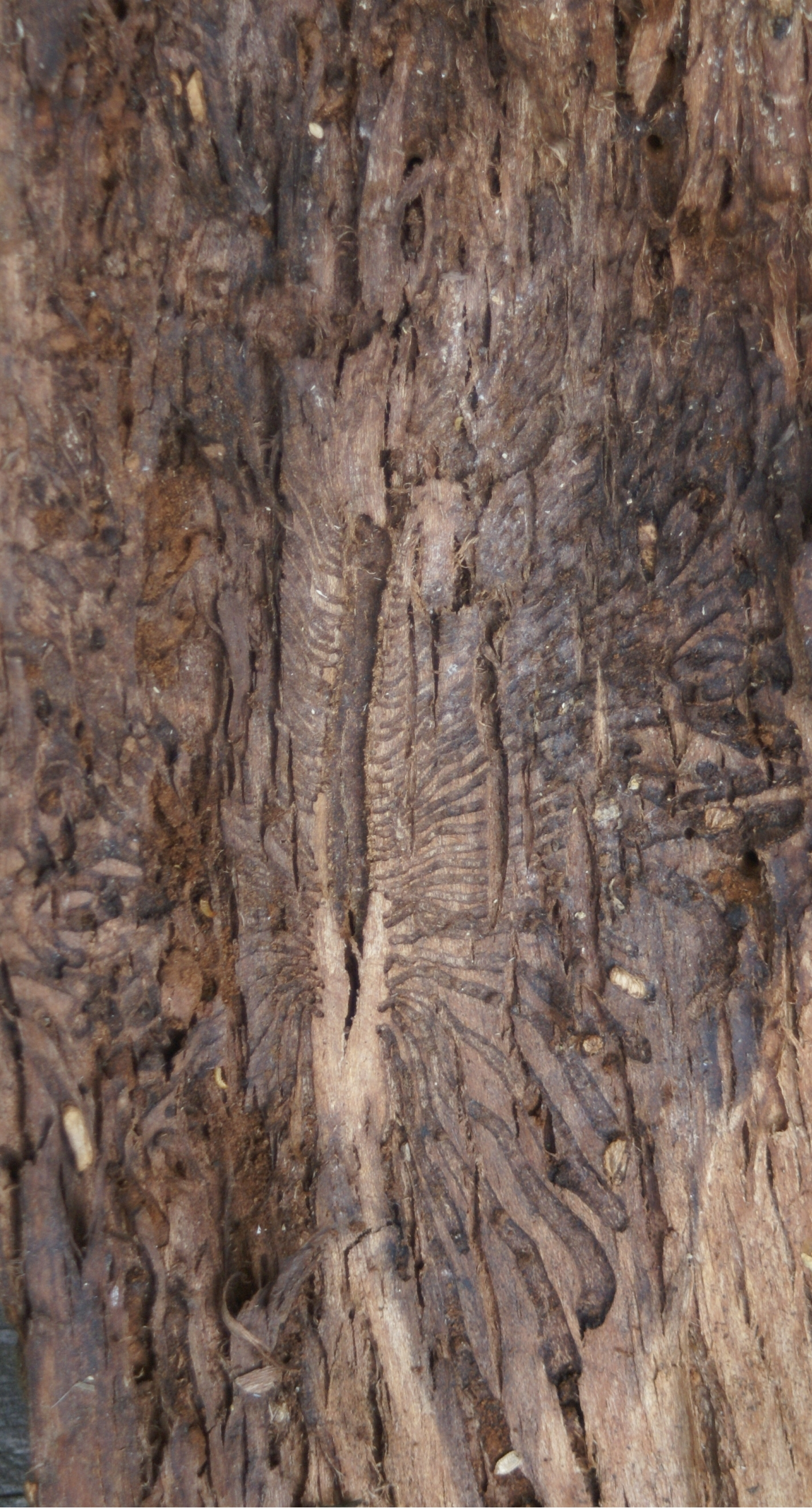
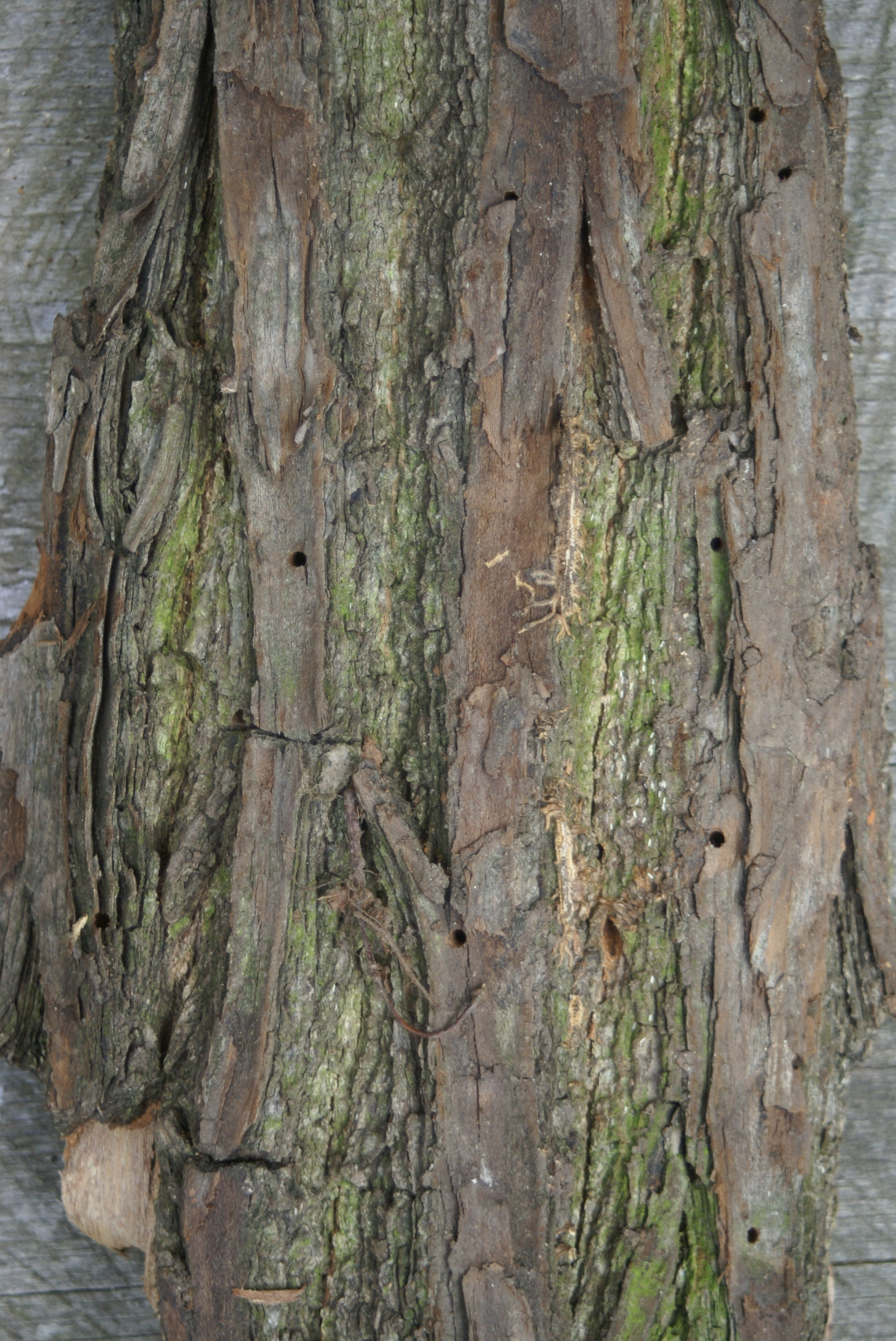